# Kamifurano, Hokkaidō
Kamifurano (上富良野町 Kamifurano-chō) là thị trấn thuộc huyện Sorachi, phó tỉnh Kamikawa, Hokkaidō, Nhật Bản. Tính đến ngày 1 tháng 10 năm 2020, dân số ước tính thị trấn là 10.348 người và mật độ dân số là 44 người/km2. Tổng diện tích thị trấn là 237,18 km2.

## Địa lý

### Khí hậu
| Dữ liệu khí hậu của Kamifurano, Hokkaidō | Dữ liệu khí hậu của Kamifurano, Hokkaidō | Dữ liệu khí hậu của Kamifurano, Hokkaidō | Dữ liệu khí hậu của Kamifurano, Hokkaidō | Dữ liệu khí hậu của Kamifurano, Hokkaidō | Dữ liệu khí hậu của Kamifurano, Hokkaidō | Dữ liệu khí hậu của Kamifurano, Hokkaidō | Dữ liệu khí hậu của Kamifurano, Hokkaidō | Dữ liệu khí hậu của Kamifurano, Hokkaidō | Dữ liệu khí hậu của Kamifurano, Hokkaidō | Dữ liệu khí hậu của Kamifurano, Hokkaidō | Dữ liệu khí hậu của Kamifurano, Hokkaidō | Dữ liệu khí hậu của Kamifurano, Hokkaidō | Dữ liệu khí hậu của Kamifurano, Hokkaidō |
| Tháng                                    | 1                                        | 2                                        | 3                                        | 4                                        | 5                                        | 6                                        | 7                                        | 8                                        | 9                                        | 10                                       | 11                                       | 12                                       | Năm                                      |
| ---------------------------------------- | ---------------------------------------- | ---------------------------------------- | ---------------------------------------- | ---------------------------------------- | ---------------------------------------- | ---------------------------------------- | ---------------------------------------- | ---------------------------------------- | ---------------------------------------- | ---------------------------------------- | ---------------------------------------- | ---------------------------------------- | ---------------------------------------- |
| Cao kỉ lục °C (°F)                       | 7.1 (44.8)                               | 12.6 (54.7)                              | 15.5 (59.9)                              | 27.6 (81.7)                              | 35.4 (95.7)                              | 36.8 (98.2)                              | 37.2 (99.0)                              | 37.5 (99.5)                              | 33.8 (92.8)                              | 27.2 (81.0)                              | 20.9 (69.6)                              | 12.9 (55.2)                              | 37.5 (99.5)                              |
| Trung bình ngày tối đa °C (°F)           | −3.8 (25.2)                              | −2.2 (28.0)                              | 2.6 (36.7)                               | 10.7 (51.3)                              | 18.3 (64.9)                              | 22.8 (73.0)                              | 26.3 (79.3)                              | 26.4 (79.5)                              | 21.9 (71.4)                              | 14.7 (58.5)                              | 6.2 (43.2)                               | −1.1 (30.0)                              | 11.9 (53.4)                              |
| Trung bình ngày °C (°F)                  | −8.1 (17.4)                              | −7.2 (19.0)                              | −2.2 (28.0)                              | 5.1 (41.2)                               | 12.1 (53.8)                              | 16.8 (62.2)                              | 20.7 (69.3)                              | 20.9 (69.6)                              | 16.1 (61.0)                              | 9.0 (48.2)                               | 2.0 (35.6)                               | −5.0 (23.0)                              | 6.7 (44.0)                               |
| Tối thiểu trung bình ngày °C (°F)        | −13.6 (7.5)                              | −13.4 (7.9)                              | −7.8 (18.0)                              | −0.5 (31.1)                              | 5.9 (42.6)                               | 11.5 (52.7)                              | 16.0 (60.8)                              | 16.4 (61.5)                              | 11.1 (52.0)                              | 3.9 (39.0)                               | −2.2 (28.0)                              | −9.8 (14.4)                              | 1.5 (34.6)                               |
| Thấp kỉ lục °C (°F)                      | −31.5 (−24.7)                            | −31.7 (−25.1)                            | −26.2 (−15.2)                            | −14.8 (5.4)                              | −3.0 (26.6)                              | 1.1 (34.0)                               | 5.8 (42.4)                               | 6.5 (43.7)                               | 0.4 (32.7)                               | −5.4 (22.3)                              | −18.8 (−1.8)                             | −25.4 (−13.7)                            | −31.7 (−25.1)                            |
| Lượng Giáng thủy trung bình mm (inches)  | 44.8 (1.76)                              | 38.0 (1.50)                              | 45.6 (1.80)                              | 47.8 (1.88)                              | 63.6 (2.50)                              | 73.7 (2.90)                              | 123.4 (4.86)                             | 166.8 (6.57)                             | 132.8 (5.23)                             | 90.4 (3.56)                              | 93.4 (3.68)                              | 72.3 (2.85)                              | 993.7 (39.12)                            |
| Số ngày giáng thủy trung bình (≥ 1.0 mm) | 15.9                                     | 13.8                                     | 13.1                                     | 11.9                                     | 11.9                                     | 10.6                                     | 11.3                                     | 12.5                                     | 13.1                                     | 14.5                                     | 18.0                                     | 18.8                                     | 165.4                                    |
| Số giờ nắng trung bình tháng             | 60.6                                     | 73.1                                     | 112.0                                    | 147.3                                    | 175.9                                    | 164.9                                    | 160.0                                    | 150.7                                    | 137.0                                    | 116.2                                    | 61.4                                     | 43.9                                     | 1.403                                    |
| Nguồn: Cục Khí tượng Nhật Bản            |                                          |                                          |                                          |                                          |                                          |                                          |                                          |                                          |                                          |                                          |                                          |                                          |                                          |